# Átváltozások (film)
Az Átváltozások 1964-ben bemutatott magyar animációs film, amelyet a MAFILM Pannónia Filmstúdió készített. A rövidfilmet Kovásznai György írta és rendezte, a zenéjét Eötvös Péter szerezte.
A film a Pannónia Filmstúdióban készült.

## Rövid történet
Egy férfi- és egy női portré sajátos mozgása, szín- és formaátváltozásai.

## Alkotók
- Előadó: Szekeres Ferenc kamarakórusa
- Rendezte és festette: Kovásznai György
- Operatőr: Klausz Alfréd
- Hangmérnök: Bélai István
- Hangi kompozíció: Eötvös Péter
- Színes technika: Boros Magda, Dobrányi Géza
- Gyártásvezető: Bártfai Miklós

## Díjai
- Mannheim,1965 Arany Dukát[1]